# Oxyprorella gregoirea
Oxyprorella gregoirea is een rechtvleugelig insect uit de familie sabelsprinkhanen (Tettigoniidae). De wetenschappelijke naam van deze soort is voor het eerst geldig gepubliceerd in 1961 door Willemse.